# فيروسة حصبية
فيروسة حصبية (الاسم العلمي:Morbillivirus) هي جنس من الفيروسات فصيلة الفيروسات المخاطية من رتبة الفيروسات السلبية الأحادية. وتشمل الأنواع المعروفة حالياً فيروس مراض الكلاب وحصبية الحيتان وحصبية القطط وفيروس الحصبة وطاعون المجترات الصغيرة وفيروس مراض الفقمات وطاعون المواشي. العديد من فيروسات هذا الجنس تسبب أمراضاً مثل طاعون المواشي والحصبة شديدة العدوى.

## وصلات خارجية
- ViralZone: فيروسة الحصبية
- قاعدة بيانات الفيروسات الممرضة وتحليل الموارد(ViPR): فيروسات مخاطية